# شلاید
شلاید (به آلمانی: Schleid) یک شهر در آلمان است که در تورینگن واقع شده‌است. شلاید ۱٬۱۰۵ نفر جمعیت دارد.